# Pheidole aurivillii
Pheidole aurivillii är en myrart som beskrevs av Mayr 1896. Pheidole aurivillii ingår i släktet Pheidole och familjen myror.

## Underarter
Arten delas in i följande underarter:
- P. a. attenuata
- P. a. aurivillii
- P. a. kasaiensis
- P. a. rubricalva